# Clytoscopa serena
Clytoscopa serena là một loài bướm đêm trong họ Noctuidae.